# Arrack

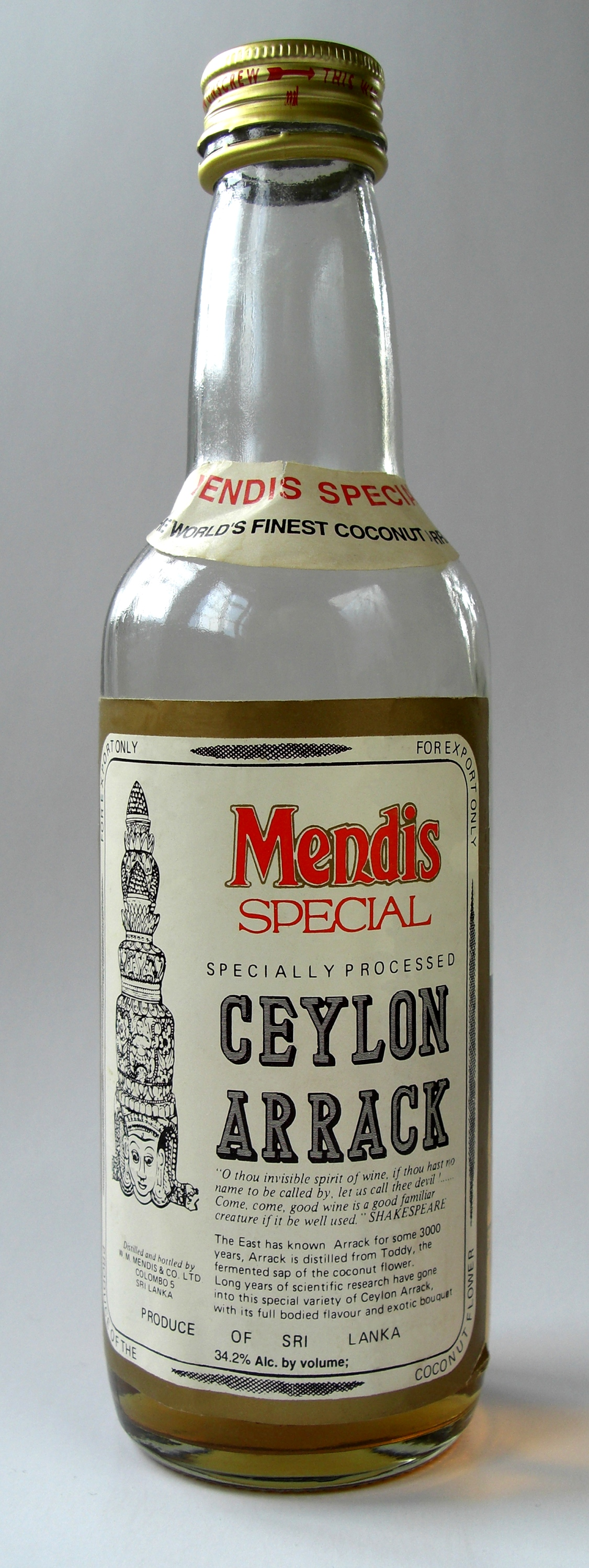
Bouteille d'arrack du Sri Lanka.

Ne doit pas être confondu avec Arak (boisson).
Pour l’article ayant un titre homophone, voir Harak.
Pour les articles homonymes, voir Rak.
L'arrack est une boisson alcoolisée distillée principalement en Asie du Sud et du Sud-est, à partir de la fermentation de fruits, de riz, de canne à sucre, de sève de palmier ou de la sève du cocotier. L'arrack est typiquement incolore, comme l'arak du Moyen-Orient, transparent et incolore.

## Étymologie
Le mot lui-même est dérivé du mot arabe arak (عرق, ‛araq), qui veut dire « sueur » ou « liqueur forte » (et qui au Moyen-orient est essentiellement faite à partir de raisins).

## A l'île de La Réunion et l'île Maurice
A l'île de La Réunion ou l'île Maurice, l'arak ("larak" ou "rak" en créole réunionnais) désigne l'alcool de manière générale. Ce mot aurait été implanté avec l'arrivée des Indiens sur l'île puis aurait suivi un processus de créolisation lui ayant donné son sens actuel.